# Uroleucon mongolicum
Uroleucon mongolicum är en insektsart. Uroleucon mongolicum ingår i släktet Uroleucon och familjen långrörsbladlöss. Inga underarter finns listade i Catalogue of Life.